# 澤田龍一
澤田龍一（日语：／ Sawada Ryūichi，2月27日—）是一名日本男性聲優，東京都出身，賢Production所屬。

## 簡歴
因為喜歡《假面騎士系列》，所以曾對演員這份工作產生興趣，但並未實際參加試鏡，大學時期也僅是抱持著「好想試試看啊」的想法而已。後來得知聲優在《假面騎士電王》以及《超級戰隊系列》中飾演怪人角色時也十分活躍，便興起了「這樣的話，也許可以同時做聲音演技和戲劇演出！」的念頭，於是立志成為聲優。
畢業於School Duo聲優培訓學校，自2019年4月起隸屬於賢Production事務所。

## 人物
特長與興趣包括劍道、網球、K-POP翻跳舞蹈、潛水、美食巡禮、以及品嚐辨識軟糖口味等。

## 演出作品
※粗體字為主要角色。

### 電視動畫
2019年
- 機獸戰記 狂野爆發 ZERO（士兵）

2020年
- 請在伸展台上微笑（男性工作人員A）
- 魔法科高中的劣等生 來訪者篇（Parasite）

2022年
- 組長女兒與保姆

2023年
- 淪落者之夜（軍人）
- 其實，我是最強的？（盗賊B）

2024年
- 烈焰先鋒 救國的橘衣消防員（署內放送）
- 魔王學院的不適任者 II ～史上最強的魔王始祖，轉生就讀子孫們的學校～（士兵）
- 魔法科高中的劣等生 第3期（忍者B）
- 敗北女角太多了！（男學生、學生）
- 神之塔 -Tower of God- 工房戰（瑪莎、R-9）
- 唯願來世不相識（路人男）

2025年
- 魔域英雄傳說（騎士）
- 正義使者 -我的英雄學院之非法英雄-（市民）

### 劇場版動畫
2024年
- 劇場版 排球少年！！ 垃圾場的決戰（福永招平[5]）

### 遊戲
2019年
- 心懷三國志2（馬超）
- Readyyy!（藤原蒼志[1]）

2020年
- 三國志Blast（關羽、陳宮）

2021年
- （屍體男[6]）

2023年
- Final Fantasy XVI

2024年
- Final Fantasy VII 重生

## 外部連結
- 澤田 龍一 賢プロダクション [Kenproduction] 声優事務所・タレント事務所・声優プロダクション
- 澤田 龍一的X（前Twitter）
- 澤田龍一 RYUICHI SAWADA的Instagram帳戶
- YouTube上的おはうさチャンネル頻道
- Ryuichi Sawada - TMDb